# Nawaf Salam
Nawaf Abdallah Salim Salam (in arabo نواف عبد الله سليم سلام‎?; Beirut, 15 dicembre 1953) è un diplomatico e giurista libanese, Primo ministro del Libano dall’8 febbraio 2025.
In precedenza, egli è stato altresì giudice della Corte Internazionale di Giustizia (ICJ/CIG) dal 2018 al 2025 e suo Presidente dal 2024 al 2025, nonché Ambasciatore e Rappresentante permanente del Libano presso le Nazioni Unite dal 2007 al 2017, Presidente del Consiglio di sicurezza delle Nazioni Unite nel 2010 e nel 2011 e Vicepresidente dell’Assemblea generale delle Nazioni Unite dal 2012 al 2013.

## Biografia

### Infanzia ed educazione
Nawaf Salam è nato a Beirut, in una famiglia facoltosa, da Abdallah Salam e Reckat Beyhum. 
Suo nonno, Salim Salam, il leader del "Movimento Riforma di Beirut", è stato eletto deputato per la circoscrizione della medesima città libanese al parlamento ottomano nel 1912. Suo zio, invece, Ṣāʾeb Salām, ha combattuto per l'indipendenza del Libano dal mandato francese e successivamente ha servito sei volte come Primo ministro del neonato paese tra il 1952 ed il 1973. Anche suo cugino Tammam Salam, infine, ha servito come Primo ministro dal 2014 al 2016.

### Carriera

#### Primi anni
Dal 1979 al 1981, Salam è stato docente di storia contemporanea del Medio Oriente all'università di Parigi.
In seguito il 1985 ed il 1989, è stato docente presso l'università Americana di Beirut, esercitando nel mentre la professione forense come “associato” presso lo studio legale Takla. È poi stato un consulente giuridico straniero per Edwards & Angell LLP nel periodo 1989-1992. 
Ha ripreso la sua pratica presso lo studio legale Takla solo nel 1992, così come il suo insegnamento di Diritto Internazionale e Relazioni Internazionali presso l'Università americana di Beirut, venendo nominato Professore associato di Scienze politiche nel 2003 e confermato ufficialmente nel 2005. Dal 2005 al 2006 è stato “Presidente degli Studi Politici e del Dipartimento Pubblica Amministrazione”.

#### Rappresentante presso le Nazioni Unite
A partire dal luglio 2007 e fino al dicembre 2017, egli è stato nominato dal Governo del Libano come Rappresentante permanente del paese presso le Nazioni Unite.
Il suo mandato, oltre a coincidere nel 2010 e nel 2011 con la Presidenza del suo paese del Consiglio di sicurezza delle Nazioni Unite, nonché con la sua elezione a Vicepresidente dell’Assemblea generale delle Nazioni Unite nel 2012 e nel 2013 (67ª sessione) e la sua partecipazione a varie delegazioni e conferenze internazionali, è stato segnato anche da una netta posizione anti-israeliana e dai suoi ripetuti interventi sui diritti di autodeterminazione dei palestinesi, chiedendo altresì, per la sicurezza e la stabilità nel Libano del Sud, l'attuazione della risoluzione ONU 1701 e la fine all'impunità dei soggetti coinvolti nell’assassinio dell’ex-Primo ministro libanese Rafīq al-Ḥarīrī, attraverso l'istituzione del Tribunale speciale per il Libano, ai sensi della risoluzione 1757.

#### Impegno pubblico
Tra i suoi impieghi, Salam è altresì stato membro dell' “Ufficio Esecutivo del Consiglio Economico e Sociale del Libano” dal 1999 al 2002 e membro della “Commissione Nazionale Libanese” dell'UNESCO dal 2000 al 2004. 
Nel 2005 e nel 2006, è stato membro e segretario generale della Commissione nazionale del Libano “sulla riforma elettorale”, a cui è stato affidato il compito di preparare la bozza di una nuova legge elettorale per il paese. 
Ha anche fatto parte del consiglio di amministrazione del Lebanese Center for Policy Studies (LCPS), un think tank apartitico la cui missione è produrre e sostenere politiche che migliorino la governance in Libano e nel mondo arabo.
Nel 1996, ha co-fondato l' “Associazione libanese per le elezioni democratiche” (LADE), un'organizzazione di monitoraggio non governativa che lavora per promuovere la condotta equa e trasparente delle elezioni parlamentari e municipali.

#### Elezione a giudice della CIG
Il 6 febbraio 2018, scaduto già da pochi mesi il suo mandato da diplomatico, vista la sua esperienza giuridica, viene nominato giudice della Corte Internazionale di Giustizia a L'Aia, nei Paesi Bassi, detenendo l’incarico fino al gennaio del 2025.
Nel mentre, il 6 febbraio 2024, viene nominato Presidente della Corte medesima, presiedendo l'assise sulla causa di genocidio presentata dal Sudafrica contro Israele per le presunte violazioni in tal senso perpetrate a danno della popolazione palestinese durante la guerra Israele-Hamas. Detiene tuttavia l’incarico fino al gennaio del 2025, dovendo così lasciare anticipatamente il caso.

#### Elezione a Primo ministro del Libano
In seguito all’approssimarsi del mandato del Presidente Michel Aoun, nel primo semestre del 2022, egli è stato presto considerato come candidato per succedere a Najīb Mīqātī, già Primo ministro dimissionario del paese.
Tuttavia, tale opzione è stata presto scartata con la riconferma ad interim di Mīqātī il 23 giugno 2022, salvo ripresentarsi pochi mesi dopo, in seguito alla fine definitiva del mandato di Aoun e dell’incerto scenario politico determinato dalle elezioni parlamentari dello stesso anno. Essa, tuttavia, non poté essere messa in pratica a causa di un’enorme paralisi istituzionale generatasi all’interno del Assemblea nazionale sulla scelta del nuovo Presidente, aggravatasi con il riacuirsi del Conflitto israelo-palestinese e con le tensioni tra Israele ed Hezbollah, organizzazione paramilitare e forza politica particolarmente incisiva nella politica nazionale.
Alla fine, indebolita la leadership di quest’ultima dai bombardamenti di Israele, essa ha allentato la propria opposizione alla nomina di un nuovo Presidente, fino a quel momento inconcludente nonostante dodici diversi scrutini, in virtù delle necessità nazionali e dell’implementazione di un cessate il fuoco con la nazione israeliana, portando così all’elezione, il 9 gennaio 2025, di Joseph Aoun.
Questi dunque, insediatosi, ha approfittato di tale scia cooperativa del parlamento, proponendo così la nomina di Salam alla carica, anche per via del fatto di essere stata molto caldeggiata dagli Stati occidentali già impegnati nelle negoziazioni presidenziali, tra cui gli Stati Uniti e la Francia.
Il 13 gennaio 2025, Salam è dunque stato ufficialmente nominato da 84 parlamentari su 128, divenendo prima Formateur e poi, in data 8 febbraio, Primo ministro, una volta formato il suo governo.

## Vita privata
È sposato con la giornalista Baassiri Sahar, altresì ambasciatrice del Libano presso l’UNESCO dal 2018, e ha due figli, Abdallah e Marwan.
Salam ha ricevuto un dottorato in Scienze politiche presso l'Istituto di studi politici di Parigi, un LL.M. dalla Harvard Law School (1991), un dottorato in Storia presso l'università di Parigi (1979) ed un diploma di laurea honoris causa dall’École des hautes études en sciences sociales (1974).

## Pubblicazioni rilevanti
Salam ha scritto libri e articoli su riforme politiche e costituzionali, sulla riforma della legge elettorale, sul superamento del settarismo politico degli Accordi di Ta'if, sulla lotta alla corruzione e sulla promozione della responsabilità politica attraverso il rafforzamento dell'indipendenza della magistratura e dello stato di diritto. Ha anche scritto sulla questione della cittadinanza e della società civile nel mondo arabo, nonché sullo sviluppo del diritto internazionale.

### Libri e pubblicazioni
- Editor and Contributor: Lebanon in the Security Council, 2010-2011 (in Arabic), Dar Al Saqi, Beirut, 2013 ISBN 978-1-85516-970-8
- Editor and Contributor: Le Moyen-Orient à l'Epreuve de l'Irak, Actes-Sud/Sindbad, Paris, 2005. ISBN 2-7427-5249-8
- Editor and Contributor: Options for Lebanon, I.B.Tauris, London and New York, 2004. ISBN 1-85043-928-1 (Arabic version published by Dar An-Nahar ISBN 9953-10-003-9).
- Co-editor with Theodor Hanf and Contributor: Lebanon in Limbo, Nomos, Baden-Baden, 2003. ISBN 3-8329-0310-0
- Co-editor with Fares Sassine, Lebanon. A Century in Pictures (Trilingual English-French-Arabic), Dar An-Nahar, Beirut, 2003. ISBN 2-84289-286-0
- Civil Society in the Arab World: The Historical and Political Dimensions, Islamic Legal Studies Program, Harvard Law School, Occasional Publications, Cambridge, 2002. ISBN 0-88086-050-2
- La condition libanaise. Communautés, citoyen, Etat; suivi de: La citoyenneté en pays d'Islam. Dar An-Nahar, Beirut, 1998. (2nd ed. 2001). ISBN 2-84289-099-X
- Mythes et Politiques au Liban. Trois Essais, Fiches du Monde Arabe, Beirut, 1987.
- Prospects for Lebanon. An Essay on Political Opportunities and Constraints, C.L.S., Oxford, 1987. ISBN 1-870552-06-7

### Capitoli di libri e articoli su pubblicazioni
- "Reflections on International Law in Changing Times" in Harvard International Law Journal, 60th Anniversary Keynote Address, Volume 60, Issue 2, 2019.
- "Taif's Dysfunctions and the Need for Constitutional Reform" in Youssef Choueiri, Breaking the Cycle: Civil Wars in Lebanon, Stacey International, London, 2007.
- "Note sur le système confessionnel au Liban" in Abdel-Wahab Bouhdiba (ed.), Mélanges en l'honneur de Dominique Chevallier, Paris-Tunis, 2006, pp. 77–86.
- "The War in Lebanon: its origins and courses" in Peter Molt and Helga Dickow, Comparing Cultures and Conflicts, Baden-Baden, 2006, pp. 290–299.
- "The Emergence of Citizenship in Islamdom" in Arab Law Quarterly, Vol. 12, part 2, 1997, pp. 125–147.
- "Between Repatriation and Resettlement: Palestinian Refugees in Lebanon" in Journal of Palestine Studies, Vol. XXIV/1, n° 93, 1994, pp. 18–27.  (French version in Revue d'Etudes Palestiniennes 1, automne 1994)
- "Is the Exceptio non adimpleti contractus part of Lex Mercatoria?" Co-author with Philip D. O'Neill, Jr. in Emmanuel Gaillard (ed.), Transnational Rules in International Commercial Arbitration, International Chamber of Commerce/International Law Association, Paris, 1993, pp. 147–159.